# Kinesisk smörfisk
Kinesisk smörfisk (Pampus chinensis) är en fiskart som först beskrevs av Euphrasen, 1788.  Kinesisk smörfisk ingår i släktet Pampus och familjen Stromateidae. Inga underarter finns listade i Catalogue of Life.